# Świstówka Waksmundzka
Das eiszeitlich durch Gletscher geformte Hängetal Świstówka Waksmundzka, auch Zbójnicka Dolinka, liegt westlich des Bergtals Dolina Waksmundzka, das wiederum ein Seitental des Tals Dolina Białki ist, in der polnischen Hohen Tatra in der Woiwodschaft Kleinpolen. Es liegt unterhalb der Gipfel Wielka Koszysta und Wielka Koszysta.

## Geographie
Das Tal ist knapp einen Kilometer lang und von über 2100 Meter hohen Bergen umgeben, insbesondere vom Massiv des Wołoszyn.

## Etymologie
Der Name leitet sich von den hier zahlreich auftretenden Murmeltieren (polnisch: świstak) ab. Der Alternativname Zbójnicka Dolinka lässt sich als Räubertal übersetzen.

## Flora und Fauna
Das Tal liegt oberhalb der Baumgrenze. Das Tal ist Rückzugsgebiet für Gämsen und Murmeltiere.

## Klima
Im Tal herrscht Hochgebirgsklima.

## Tourismus
Das Tal ist als striktes Naturreservat für den Tourismus gesperrt.